# 장고 소프트웨어 재단
장고 소프트웨어 재단(Django Software Foundation) 은 파이썬으로 쓰여진 웹 프레임워크인 장고의 오픈 소스 개발을 지원하기 위해 설립된 비영리 단체이다. 2018년 1월 기준 25개의 법인 회원과 개인 회원의 후원으로 운영이 되고 있으며, 대표적인 법인 회원으로는 인스타그램과 제트브레인즈가 있다.
장고 관련 커뮤니티의 운영을 지원하고, 매년 장고에 기여한 봉사자들을 선정해 수상을 하기도 한다.

## 같이 보기
- 장고
- 모질라 재단